# Operación Varsity
La Operación Varsity fue una operación conjunta entre fuerzas aerotransportadas estadounidenses y británicas que se desarrolló en marzo de 1945, prácticamente al final de la Segunda Guerra Mundial. Su objetivo era reforzar la cabeza de puente que el 21.er Grupo de Ejército defendía a través del Rin, en la parte occidental de Alemania. Se lanzaron dos divisiones de paracaidistas en la orilla oriental del río, cerca de las ciudades de Hamminkeln y Wesel. La operación se inició la mañana del 24 de marzo como parte de la Operación Plunder, la misión del XXI Grupo del Ejército, mandado por el mariscal de campo Bernard Montgomery, cuyo objetivo era atravesar el río fronterizo y penetrar en el norte de Alemania. La operación estuvo a cargo de dos divisiones paracaidistas del XVIII Cuerpo Aerotransportado, la 6.ª División Aerotransportada británica y la 17.ª División Aerotransportada estadounidense.
La operación consistía en el lanzamiento de estas dos divisiones tras las líneas enemigas, cerca de Wessel. Su objetivo principal era controlar un área clave y más generalmente sabotear las defensas alemanas como un apoyo al ataque aliado. A la 6.ª División se le encomendó la conquista de las ciudades de Schnappenberg y Hamminkeln, así como reducir la presencia enemiga y tomar tres puentes sobre el río Issel. La 17.ª División Aerotransportada estadounidense tenía como objetivos la conquista de la ciudad de Diersfordt y la eliminación del resto de unidades alemanas en el bosque vecino. Ambas divisiones debían mantener sus posiciones hasta la llegada del 21.er Grupo de Ejército, al que se unirían en su avance por el norte de Alemania.
Las fuerzas paracaidistas cometieron numerosos errores en el curso de la misión. Principalmente, el 513.º Regimiento de Infantería Paracaidista estadounidense -fuerza integrada en la 17.ª División- confundió totalmente su zona de despliegue y aterrizaron en un área inglesa debido a un error de los pilotos de los C-47. Sin embargo, la operación fue un éxito general, pues ambas divisiones lograron asegurar sus posiciones y algunos puentes con que los alemanes podían haber retrasado durante meses el avance aliado. El número aproximado de bajas fue de 2000, capturando 3000 prisioneros alemanes en la misión. La operación fue la última a gran escala realizada en el curso de la guerra, y la mayor operación aerotransportada hasta el presente.

## Contexto de la misión

Las posiciones aliadas en Europa Occidental (marzo de 1945).

En marzo de 1945, los ejércitos aliados habían logrado alcanzar el río Rin, un formidable obstáculo natural para el avance de las fuerzas angloestadounidenses. Abrir una brecha en ese frente era la clave de la invasión de Alemania, dando acceso a las llanuras del norte del país y, en último término, hacia Berlín. Siguiendo el plan de aproximación por frente amplio, diseñado por el general Dwight Eisenhower, Comandante Supremo de la Fuerza Expedicionaria Aliada, se optó por abrir brecha en diversos sectores a lo largo del río. Montgomery, comandante del 21.er Grupo del Ejército Británico, planeó cuidadosamente un despliegue de tropas a su mando a lo largo del río -nombre en clave Operación Plunder- que fue convenientemente aprobado por Eisenhower. Plunder preveía el avance del Segundo Ejército Británico, al mando del teniente general Miles Dempsey, y el Ejército de los Estados Unidos, bajo el mando del Teniente General William Simpson, hasta el otro lado del Rin a través de Rees, Wesel y un área al sur del canal de Lippe.
Para asegurar el éxito de la misión, Montgomery insistió en el uso de paracaidistas como fuerza de apoyo a los asaltos anfibios que tendrían lugar, un plan con el nombre en clave de Operación Varsity. Inicialmente, se escogieron tres Divisiones Aerotransportadas para participar en Varsity (una británica, la 6.ª División, y dos estadounidenses la 13.ª División y la XVII División), y aunque la 6.ª División tenía experiencia de combate -habían participado en las operaciones previas al desembarco en Normandía-, la 13.ª Aerotransportada había sido activada en abril de 1943 y había llegado a Inglaterra en agosto de 1944 -dos meses más tarde del Día D- y ni siquiera había participado en Market Garden. Tan solo se había fogueado durante la campaña de las Ardenas y era por tanto una unidad sin experiencia que nunca se había desplegado en combate. La 13.ª División Aerotransportada se había activado en agosto de 1943 y había sido transferida a Francia en 1945. A excepción del 517.º Regimiento de Infantería Paracaidista estadounidense, que había luchado en Italia, el sur de Francia y las Ardenas, la división carecía por completo de experiencia de combate.-

## Desarrollo de la operación

### El plan aliado
En principio, la operación había sido planeada para tres divisiones aerotransportadas que serían lanzadas en territorio enemigo. Sin embargo pronto se hizo evidente que la XIII División no estaba en condiciones de participar en la misión, dado que el número de vehículos de transporte era insuficiente para las tres divisiones. Por consiguiente, el plan "Varsity" se alteró para dar cabida a las dos divisiones operativas. Las áreas de lanzamiento quedaron fijadas en los alrededores de Wesel, el objetivo de inutilizar las defensas alemanas quedó expresado en las órdenes operativas:

"Inutilizar las defensas del Rin, en el sector Wesel, mediante la captura de un área clave con tropas aerotransportadas, con el fin de (...) facilitar las posteriores acciones ofensivas del 2.º Ejército".

Para ello, ambas divisiones se desplegarían sobre la ciudad de Hamminkeln, con los siguientes objetivos:
- Tomar posiciones en el Diersfordter Wald, un bosque que dominaba el Rin en las inmediaciones de un nudo de carreteras.
- Tomar varios puentes sobre un afluente menor, el Ise, en vistas a asegurar el avance aliado.
- Capturar la ciudad de Hamminkeln.[5]

Una vez que estos objetivos se hubiesen cumplido, las aerotransportadas debían consolidar sus posiciones hasta la llegada de tropas aliadas, defendiendo el área de las fuerzas alemanes desplazadas a la zona.
La Operación Varsity sería la mayor operación aerotransportada desarrollada durante el conflicto y, significativamente, innovaría las tácticas anteriormente empleadas al desplegar las unidades paracaidistas después -y no antes, como era tradicional- del ataque anfibio. En realidad, esto se debería a un intento por reducir las fuertes bajas que eran frecuentes en operaciones aerotransportadas, como había sucedido en "Market Garden". A diferencia de aquella operación, para Varsity se optó por definir zonas de salto menos alejadas de la línea de frente, para asegurar que los refuerzos terrestres aliados pudieran asimilar los grupos aislados de paracaidistas en un período relativamente corto. Estas medidas se habían tomado como solución a combates como los de Arnhem, donde infantería y tanques alemanes habían prácticamente aniquilado a la 1.ª División Aerotransportada británica, que había quedado aislada del frente. Para evitar otras complicaciones surgidas durante Market Garden, el General Lewis Brereton, que mandaba todas las fuerzas aliadas en el aire incluido XVIII Cuerpo Aerotransportado estadounidense, sugirió que las dos divisiones integrantes del operativo saltasen de una vez, en lugar de espaciar su despliegue en un margen de varias horas. El lanzamiento de suministros por vía aérea garantizaría el equipamiento de las tropas durante el combate.

### Contramedidas alemanas
A esas alturas del conflicto, el número de divisiones alemanas disponibles en el frente occidental declinaba dramáticamente, un hecho que favorecía las operaciones aliadas. La noche del 23 de marzo, Montgomery tenía el equivalente a 30 divisiones a su mando, mientras que los alemanes reunían poco más de 10 divisiones agotadas tras constantes combates. La mejor unidad de que disponían los alemanes era el 1.er Ejército Paracaidista, aunque incluso esta formación se había visto muy debilitada tras los combates previos, especialmente durante sus enfrentamientos de febrero contra tropas aliadas en el bosque de Reichswald. Dicho Ejército contaba con tres cuerpos estacionados a lo largo del río: el II Cuerpo de Paracaidistas al norte, el LXXXVI Cuerpo al centro y el LXXXVI Cuerpo al sur. De esos contingentes, el II y el LXXXVI compartían un área donde se extendía la zona de lanzamiento de paracaidistas aliados, de modo que las formaciones principales de cada Cuerpo podían enfrentarse con el inminente despliegue aerotransportado. Tras su retirada al Rin, ambas divisiones habían quedado reducidas a un 50% de su potencial, con no más de 4.000 hombres cada una, y el apoyo de unas 50 piezas de artillería media integradas en la 84.ª División de Infantería.
Las siete divisiones que formaban el 1.er Ejército de Paracaidistas estaban cortas de personal y munición, y aunque granjas y pueblos ofrecían un buen enclave de defensa su movilidad estaba muy reducida, de modo que ante un asalto simultáneo resultaría imposible reunir rápidamente una fuerza significativa. El único soporte de transporte con que contaban los alemanes eran unos 150 vehículos blindados de diversa clase, organizados bajo el mando del 1.er Ejército de Paracaidistas y que pertenecían en su mayoría al XLVII Cuerpo Panzer. Los informes de inteligencia aliados pensaban que de las dos divisiones que componían el XLVII Cuerpo Panzer, la 116.ª División Panzer contaba con unos 70 tanques, y la 15.ª División Panzergrenadier con unos 15 tanques y 30 cañones de asalto. También se informaba de la presencia eventual de un batallón antitanque establecido temporalmente en el área. Sin embargo, los alemanes tenían un potente equipamiento antiaéreo; el 17 de marzo inteligencia calculaba que las fuerzas alemanas contaban con 153 cañones antiaéreos ligeros y 103 pesados, una cifra que, revisada una semana más tarde, había subido hasta 712 cañones antiaéreos ligeros y 114 pesados. La situación de los defensores alemanes, y su capacidad de repeler el ataque eficazmente, se vieron muy afectadas por las medidas aliadas. Así, se lanzó un ataque aéreo a gran escala una semana antes del inicio de Varsity. El bombardeo implicó a más de 10 000 aviones y concentró los daños sobre aeropuertos y vías de comunicaciones en territorio alemán. La carencia de un servicio de inteligencia imposibilitaba cualquier indicio sobre el próximo teatro de operaciones, de modo que solo cuando advirtieron generadores de humo frente a Emmerich y una inmensa cortina de humo (de casi 100 km de longitud) supieron dónde iban a saltar los paracaidistas aliados.

## La batalla

Esquema de las zonas de salto designadas para la "Operación Varsity".

La "Operación Plunder" comenzó a las 21:00 del 23 de marzo, y para el amanecer del 24 las fuerzas terrestres ya habían asegurado varios puentes sobre el Rin. En las primeras horas del día, los aviones que transportaban a las dos divisiones aerotransportadas escogidas para la misión fueron despegando de sus bases en Inglaterra y Francia hacia el punto de encuentro en Bruselas, antes de dirigirse al este hacia seis respectivas zonas de salto. La fuerza aérea desplegada se componía de 541 aviones de transporte y 1.050 planeadores. La XVII División Aerotransportada se formaba de 9.387 soldados, a bordo de 836 C-47, 72 C-46 y más de 900 planeadores CG-Hadrian. La VI.ª División Aerotransportada la componían 7.220 paracaidistas desplazados en 42 Douglas C-54, 752 aviones de transporte C-47 Dakota, 72 C-46 Commando y 420 planeadores Horsa y Hamilcar. Esta enorme flota atravesó más de 200 millas (322 km) en 2 h, 37 min; bajo la protección de 2.153 cazas aliados integrantes de la 9.ª Fuerza Aérea estadounidense y la Royal Air Force. A las 10.00, las tropas paracaidistas aliadas empezaron a saltar sobre territorio alemán, unas trece horas después del inicio de la operación terrestre aliada.

### La 6.ª División Aerotransportada británica
La primera unidad paracaidista en tomar tierra fue la 3.ª Brigada Paracaidista del Brigadier James Hill. La unidad se adelantó en 9 minutos a la hora prevista, y aunque el lanzamiento se desarrolló sin incidentes graves, tuvieron que enfrentarse a una significativa fuerza alemana y al fuego antiaéreo procedente de unas 20 piezas ligeras germanas. La brigada sufrió serias bajas en el enfrentamiento contra los alemanes fortificados en el bosque de Dierstfordt, pero hacia las 11:00 la zona de salto estaba despejada de unidades enemigas y los batallones de la brigada se presentaron para formar. La ciudad objetivo de Schnapperberg fue capturada por el IX Batallón Paracaidista, apoyado por el I Batallón Paracaidista canadiense, que había perdido a su comandante en los primeros momentos del despliegue bajo el fuego ligero alemán. Las fuertes bajas no impidieron que hacia las 13:45 el Brigadier Hill informase del éxito de la misión en todos sus objetivos.
La siguiente unidad británica en desplegarse fue la 5.ª Brigada Paracaidista británica, a las órdenes del Brigadier Nigel Poett. Esta brigada saltó sobre la zona designada, aunque la poca visibilidad restó precisión a su movimiento y dificultó el reagrupamiento en tierra. Por otra parte, la zona de salto fue duramente atacada por tropas alemanas estacionadas en las inmediaciones, bombardeada con fuego de mortero y artillería que infligieron buen número de bajas en las zonas de reagrupamiento. Sin embargo, el VII Batallón Paracaidista pronto despejó las posiciones germanas -situadas en su mayoría en áreas con granjas y casas- y el ataque combinado de los XII y XIII Batallones aseguró rápidamente el resto de áreas marcadas como objetivo. La brigada recibió órdenes de desplazarse entonces hacia el este y despejar el área cerca de Schnappenberg, así como atacar las fuerzas alemanas que se habían reunido al oeste de la granja en la que la VI División había emplazado su centro de mando de combate. A las 15:20, el Brigadier Poett informó que se habían asegurado todos los objetivos y se había logrado contactar con las divisiones británicas que habían quedado aisladas tras el enemigo.
La tercera unidad aerotransportada que componía la VI División fue la 6.ª Brigada Aerotransportada del Brigadier R. H. Bellamy. A esta formación se le había encomendado un reagrupamiento inmediato (en formación de Compañía) y la toma de diversas posiciones alrededor de la ciudad de Hammilkeln. Los planeadores tuvieron dificultades para llegar y operar sobre las zonas de aterrizaje P, O y U, debido al considerable fuego antiaéreo y la escasa visibilidad debida a la niebla y el humo. Algunos pilotos erraron las zonas de lanzamiento, resultando así un elevado número de bajas debidas a colisiones y saltos en posiciones densamente cubiertas por el enemigo. Sin embargo la mayor parte de los planeadores cumplieron su cometido, facilitando así la captura de tres puentes sobre el Ise -que habían de tomarse intactos- y la ciudad de Hammilkeln, donde la VI Brigada contó con la ayuda del 513 Regimiento Paracaidista que había caído cerca de la ciudad por error. La brigada logró asegurar todos sus objetivos poco después de la captura de la ciudad.

### 17.ª División Aerotransportada estadounidense
El 507.º Regimiento de Infantería de Paracaidistas, bajo el mando del Coronel Edson Raff condujo el asalto de toda la XVII División, y fue por tanto la primera unidad estadounidense en desplegarse en "Varsity". El regimiento había de saltar sobre un área despejada, a unos 2 millas (3 km) al norte de Wessel, aunque debido al espeso humo los pilotos que transportaban a esta formación distribuyeron accidentalmente a la unidad sobre dos áreas divididas. Por tanto, el Coronel Raff y unos 690 de sus hombres aterrizaron al noroeste de su zona de lanzamiento, cerca de la ciudad de Dierstford, mientras que el resto del regimiento saltó sobre las zona designada sin problemas. El coronel condujo a su contingente aislado hasta la zona de lanzamiento, enfrentándose a una batería de artillería alemana emplazada entre ambas posiciones, y eliminando o capturando a su dotación antes de reunirse con el grueso del regimiento. A las 14:00, el 507 había capturado todos sus objetivos y despejado el área en torno a Diersfordt, tras neutralizar las fuerzas alemanas allí emplazadas y destruir un tanque. Las acciones de este regimiento durante el aterrizaje le valieron a la División su segunda Medalla de Honor, con su concesión a título póstumo para el soldado raso George J. Peters, que había neutralizado un nido de ametralladoras MG-42 con fuego de fusil y granadas de mano, permitiendo así a sus camaradas paracaidistas recuperar el equipamiento disperso tras el salto y tomar su primer objetivo del día.

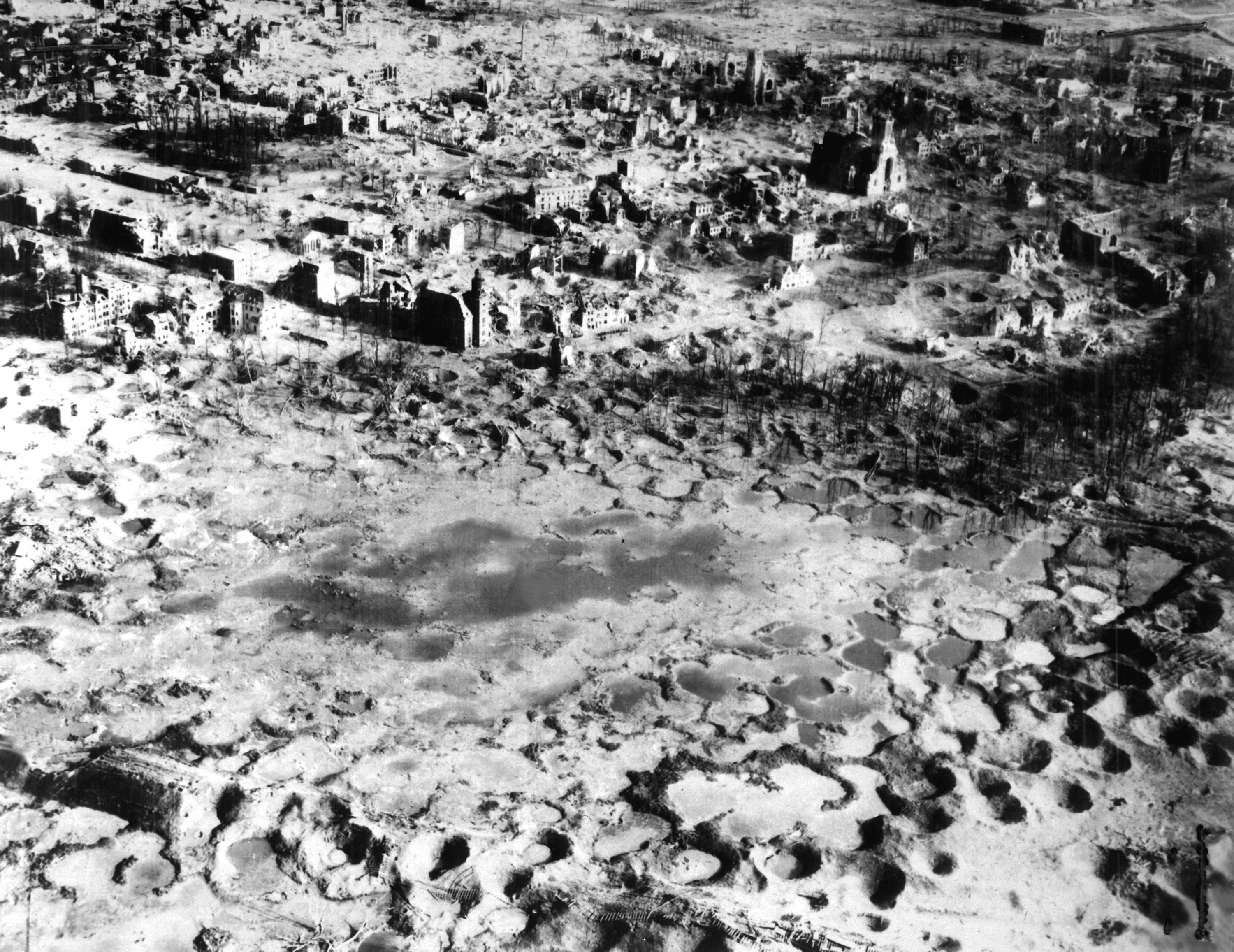
La ciudad de Wessel, en ruinas tras el bombardeo aliado.

El 513.º Regimiento de Infantería Paracaidista fue la siguiente unidad en desplegarse. Dirigida por el Coronel James Coutts, en su aproximación a las zonas de salto había tenido que cruzar un área densamente cubierta por el fuego antiaéreo alemán, perdiendo 22 de los C-46 y sufriendo daños en otros 38.
Al igual que la 507, la 513 también tuvo un despliegue accidentado a causa del humo, y el regimiento saltó sobre el área designada a la 6.ª Brigada Aerotransportada británica. Esta imprecisión, sin embargo, no les impidió lanzarse al socorro de las tropas de los planeadores ingleses, eliminando varias piezas de artillería que cubrían el área. Una vez que hubieron eliminado la presencia alemana en el sector, la fuerza combinada angloestadounidenses asaltó Hammilkeln y capturó la ciudad. Sobre las 14:00, el Coronel Coutts informaba del éxito de la misión, tras dejar fuera de combate dos tanques y dos regimientos completos de artillería durante su ataque. Durante los combates se distinguió al Soldado de Primera Clase Stuart S. Stryker con una Medalla de Honor a título póstumo, después de que el soldado atacase en solitario un nido de ametralladoras, creando la distracción suficiente para que el resto de su pelotón tomase la posición fortificada en la que ésta se emplazaba.
El tercer componente de la XVII División Paracaidista integrante de la operación fue el 194 Regimiento de Infantería de Planeadores, al mando del Coronel James Pierce. Los soldados estadounidenses se habían desplegado correctamente sobre el área de lanzamiento S, pese a las fuertes bajas: 12 C-47 fueron derribados y otros 140 sufrieron daños de consideración bajo el fuego antiaéreo alemán. El regimiento aterrizó sobre una posición artillada germana que estaba bombardeando a las fuerzas aliadas del otro lado del Rin, y muchos de los planeadores fueron derribados por las piezas de artillería que apuntaban a poca altura. Los paracaidistas derrotaron rápidamente las formaciones alemanas y el 194 puedo comunicar el cumplimiento de sus objetivos, habiendo destruido 42 piezas de artillería, 10 tanques, 2 unidades móviles antiaéreas y 5 cañones autopropulsados.

## Valoración

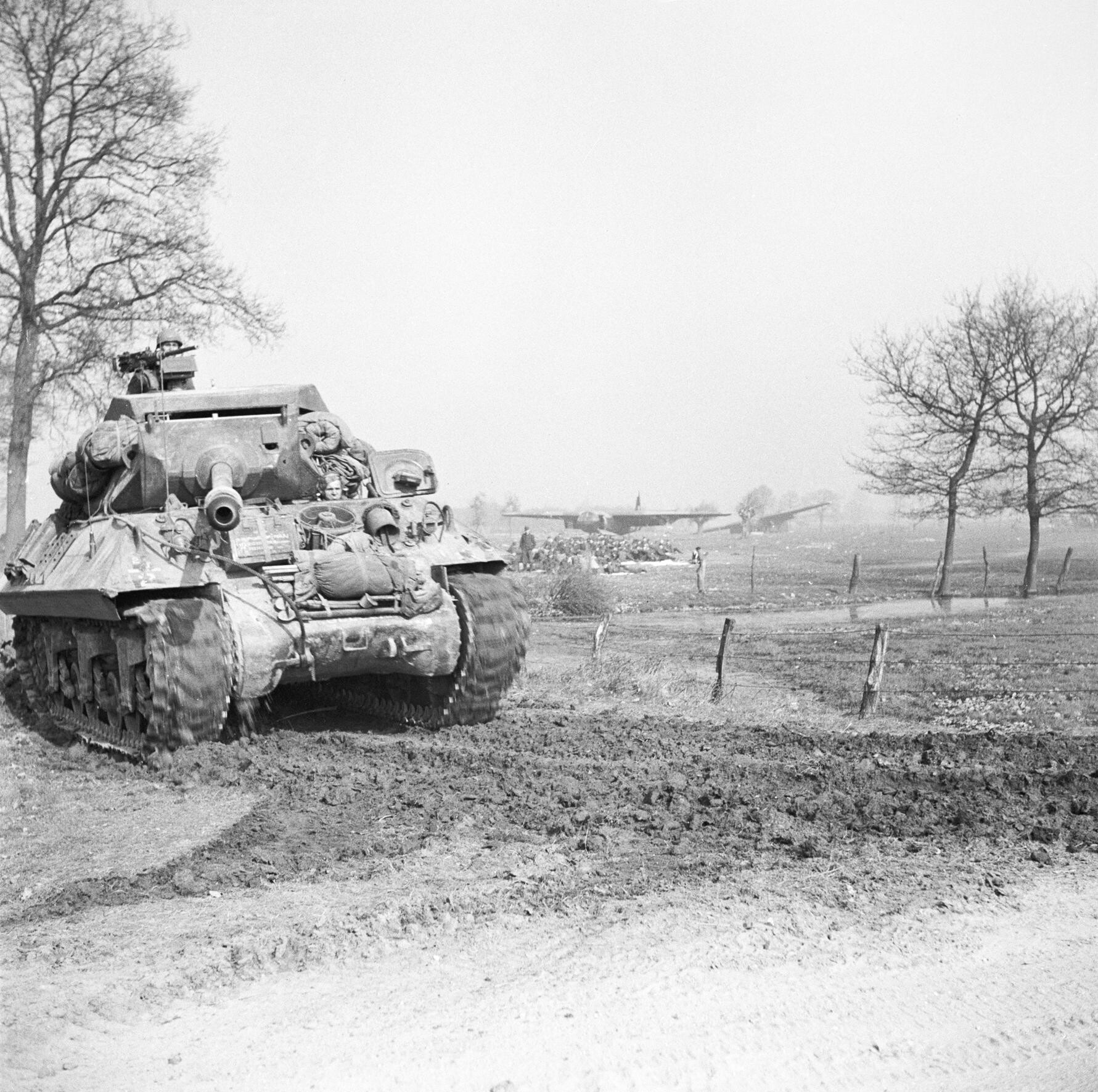
Un cazacarros Achilles en el margen oriental del Rin desplazándose hacia las tropas paracaidistas británicas, cuyos planeadores Horsa pueden distinguirse al fondo.

La operación fue considerada un éxito. Todos los objetivos señalados fueron capturados y defendidos a las pocas horas del despliegue paracaidista. Los puentes sobre el Ise se tomaron intactos, exceptuando uno de ellos que fue destruido a última hora para impedir un contraataque alemán. El bosque de Diersfordt quedó despejado de tropas germanas, y las carreteras que podían haber facilitado un contraataque del Eje quedaron bajo control de las unidades aerotransportadas. La ciudad de Hammilkeln, que dominaba el sector y esencial para el avance terrestre, quedó asegurada por el contingente angloestadounidenses. Al anochecer del 24 de marzo, la XV División de Infantería escocesa se unía a las tropas de la VI Aerotransportada, y a medianoche se establecía el primer puente ligero sobre el Rin. El 27 de marzo, doce puentes apropiados para el movimiento de unidades pesadas atravesaban el río, y el avance aliado se había internado 10 millas (16 km) en la orilla derecha del Rin. Según el Mayor General Fiebig, comandante al mando de una de las unidades defensivas alemanas -la 84 División de Infantería- el rápido despliegue de unidades paracaidistas había impresionado a los defensores hasta el punto de desmoralizar a las unidades germanas, sobrepasadas numéricamente. Durante el interrogatorio afirmó que su división había sido prácticamente diezmada antes de la operación, y que contaba con apenas 4.000 hombres. La XVII División Aerotransportada recibiría una cuarta Medalla de Honor en los días siguientes al combate, que el Sargento Técnico Clinton M. Hedrick, miembro del 184 Regimiento de Infantería Paracaidista, obtuvo a título póstumo por sus acciones distinguidas en el ataque al castillo de Lembeck, que los alemanes habían convertido en inexpugnable.

### Bajas
Las bajas sufridas por ambas formaciones aerotransportadas fueron bastante elevadas, si bien más ligeras de lo que el mando aliado calculó inicialmente. Hasta la medianoche del 24 de marzo, la VI División había perdido 1.400 hombres (entre muertos, heridos o perdidos en acción), de los 7.220 con que contaba antes de la operación. La división informó igualmente de la captura de 1.500 prisioneros de guerra alemanes. La XVII División Aerotransportada sufrió un similar número de bajas, alrededor de 1.300 de los 9.650 soldados que participaban en la operación; y anunciaron la rendición de 2.000 soldados enemigos.Estas cifras arrojaban un total aproximado de 3.500 prisioneros de guerra capturados durante "Varsity". En los cinco días siguientes a la operación, la XVII Aerotransportada perdería hasta un total de 1.346 hombres. Las Fuerzas Aéreas que facilitaron la operación también sufrieron bajas: Un total de 56 aviones durante la jornada del 24, 21 de los 144 transportes de la XVII División, otros 59 que sufrieron daños diversos por la cobertura antiaérea alemana, y 16 bombarderos de la 8 Fuerza Aérea estadounidense que fueron derribados durante vuelos de aprovisionamiento.

## Análisis posteriores
Los historiadores contemporáneos generalmente valoran la operación como un éxito. Muchos observadores y participantes de la operación concuerdan con este veredicto, el mismo General en Jefe Eisenhower la calificó como "la operación aerotransportada más exitosa realizada hasta la fecha", posteriormente un crítico observó que la operación "mostraba el más alto nivel de desarrollo alcanzado por tropas aerotransportadas". En el resumen oficial de la operación, el Mayor General Ridgway definió la operación como "impecable", y afirmó que las dos divisiones aerotransportadas habían neutralizado defensas alemanas que de otro modo habría costado días suprimir.
Algunos historiadores modernos también defienden la ejecución y las innovaciones tácticas diseñadas a propósito. G. G. Norton afirmó que la operación se había beneficiado enormemente del análisis de anteriores misiones; Brian Jewell coincide en afirmar que las experiencias de anteriores fracasos se habían aprovechado enormemente, especialmente por la rápida ejecución de lanzamiento y ataque de unidades paracaidistas, que limitaba el tiempo de reacción enemigo. Norton argumenta que las medidas más positivas fueron las destinadas al apoyo de las tropas desplegadas, como el gran número de piezas de artillería que daban cobertura al aterrizaje o el lanzamiento de observadores junto a los soldados, que mejoraba el análisis y la comunicación entre unidades en combate. También subraya el desarrollo de una nueva técnica que permitía a grupos enteros de brigadas el aterrizaje en áreas designadas, dándoles así mayor flexibilidad. El lanzamiento de paracaidistas tras la línea enemiga había roto el frente del Rin, al tiempo que aseguraba que la defensa de las posiciones de los paracaidistas no se eternizaría por la lejanía del apoyo terrestre. Esta fue una mejora esencial de concepto sobre el plan utilizado para Market Garden.